# Dédovitxi
Dédovitxi (en rus: Дедовичи) és un poble (un possiólok) de l'óblast de Pskov, a Rússia, segons el cens del 2021 tenia 6.922 habitants. És el centre administratiu del districte (raion) homònim